# BitChute
BitChute is een video-hostingservice die gebruikmaakt van peer-to-peer WebTorrent-technologie. 
Het werd opgericht als een manier om restricties die worden afgedwongen op platforms zoals YouTube te vermijden.
Sommige contentmakers die zijn verbannen of waarvan de kanalen zijn buitengesloten van het ontvangen van advertentie-inkomsten op YouTube zijn gemigreerd naar BitChute.
De website werd in januari 2017 gelanceerd door Ray Vahey.
BitChute is niet afhankelijk van advertenties, en gebruikers kunnen rechtstreeks betalingen naar videomakers verzenden.